# Fundació Joan Boscà
La Fundació Joan Boscà (FJB), establerta el 2014, és una fundació privada que promou l'estat de dret i la unitat d'Espanya, així com el respecte a la Constitució Espanyola de 1978 i a la convivència.
La Fundació ha rebut suport financer de diverses grans empreses de l'Estat.
Entre els seus projectes, destaquen el suport a projectes com Societat Civil Catalana. De fet, quan la fundació va decidir retirar-ne el suport, SCC va estar a punt d'haver de liquidar l'entitat. El 2020 va impulsar un manifest per cridar a la convivència i en contra dels populismes i les crispacions de la classe política espanyola.